# The Piper's Price
The Piper's Price è un film muto del 1917 diretto da Joseph De Grasse. La sceneggiatura di Ida May Park era basata su un omonimo racconto di Mrs. Wilson Woodrow di cui non si conosce la data di pubblicazione.

## Trama
Ralph Hadley sposa in seconde nozze Amy, ma quasi subito riprende la sua relazione con Jessica, la prima moglie. Quando Amy resta incinta, rendendosi conto che il marito la sta trascurando per Jessica, decide di fare appello alla donna, chiedendole di rompere con Ralph. Jessica, comprendendo che non ha il diritto di negare il padre al nascituro, pone fine alla storia con l'ex marito e, dopo avere sposato un suo vecchio ammiratore, Billy Kilmartin, si rifiuta di rivederlo ancora. Con il cuore spezzato, Ralph giunge a pensare al suicidio. Verrà riportato in sé dal medico della moglie, quando questi gli annuncia che il bambino è nato e lui è diventato padre. Euforico e felice, Ralph si riconcilia con Amy.

## Produzione
Il film fu prodotto dalla Bluebird Photoplays (Universal Film Manufacturing Company). L'autrice del soggetto era cugina (per matrimonio) del presidente degli Stati Uniti Woodrow Wilson.

## Distribuzione
Il copyright del film, richiesto dalla Bluebird Photoplays, Inc., fu registrato il 29 dicembre 1916 con il numero LP9860.
Distribuito dalla Bluebird Photoplays (Universal Film Manufacturing Company), il film uscì nelle sale statunitensi l'8 gennaio 1917. In Norvegia, fu distribuito con il titolo Hans to hustruer. 
Nel Regno Unito, il film prese il titolo Storm and Sunshine.
Non si conoscono copie ancora esistenti della pellicola che viene considerata presumibilmente perduta.